# فيرنر لوفي
فيرنر لوفي (18 مايو 1941 - 2022) سياسي ألماني. عضو في الحزب الاشتراكي الديمقراطي الألماني، خدم في برلمان هامبورغ من 1978 إلى 1986.
توفي لوفي في هامبورغ عام 2022، عن عمر يناهز 81 عامًا.

## سيرته
انضم لوفي إلى الحزب الاشتراكي الديمقراطي عام 1968. مقره السياسي في هامبورغ-ايمسبوتل للحزب الاشتراكي. من نهاية عام 1974 إلى بداية عام 1976 كان عضوًا في مجلس الدولة للاشتراكيين الشباب وبهذه الصفة أيضًا في مجلس ولاية هامبورغ في الحزب الاشتراكي الديمقراطي. في عام 1978 أصبح عضوا في برلمان هامبورغ. حتى عام 1986 كان يعمل بشكل أساسي في اللجان المشتركة بين المجموعات للبناء والعلوم والبحوث والثقافة. بدوام كامل انتقل إلى مقر الحزب الاشتراكي الديمقراطي في هامبورغ كمدير لمقر الحزب. في عام 2002 أصبح المدير الإداري ورئيس تحرير صحيفة «فوفارتز».